# Run Sweetheart Run
Run Sweetheart Run è un film del 2020 diretto da Shana Feste.

## Trama
Cherie, una madre single, si presenta ad una cena organizzata per motivi di lavoro dal suo capo. Conosce quindi Ethan, giovane uomo che supera le sue aspettative e fa innamorare la ragazza. Ma a fine serata lui le rivela la sua vera natura: Ethan è infatti un sadico cacciatore intenzionato ad assassinarla ad ogni costo. L'uomo la sfida a restare in vita tutta la notte e inizia a darle la caccia in qualsiasi situazione lei cerchi riparo, dimostrando presto di possedere vari poteri sovrannaturali tra cui quello di controllare la volontà degli altri uomini. Mentre Ethan continua a trucidare chiunque cerchi di proteggere Cherie, la donna inizia a capire come la posta in gioco non riguardi soltanto lei ma una lotta secolare riguardante l'intero genere femminile.

## Produzione
Nato dalla collaborazione fra varie case di produzione tra cui la nota Blumhouse Productions, il film è stato girato a Los Angeles a partire dal febbraio 2019.

## Distribuzione
Dopo essere stato presentato al Sundance Film Festival nel gennaio 2020, l'opera avrebbe dovuto essere distribuita nelle sale cinematografiche: dopo un iniziale posticipo dovuto alla pandemia di Covid-19, la distribuzione cinematografica non è tuttavia mai avvenuta. Il film è stato infine distribuito sulla piattaforma Amazon Prime Video dal 28 ottobre 2022.

## Accoglienza
Sull'aggregatore Rotten Tomatoes il film riceve il 64% delle recensioni professionali positive con un voto medio di 5,6 su 10 basato su 45 critiche, mentre su Metacritic ottiene un punteggio di 56 su 100 basato su 8 critiche.